# Баю-Кейн (Луїзіана)
Баю-Кейн (англ. Bayou Cane) — переписна місцевість (CDP) в США, в окрузі Террбонн штату Луїзіана. Населення — 19 770 осіб (2020).

## Географія
Баю-Кейн розташований за координатами 29°37′28″ пн. ш. 90°45′4″ зх. д. / 29.62444° пн. ш. 90.75111° зх. д. (29.624381, -90.751019).  За даними Бюро перепису населення США в 2010 році переписна місцевість мала площу 19,70 км², уся площа — суходіл.

## Демографія
Згідно з переписом 2010 року, у переписній місцевості мешкало 19 355 осіб у 7495 домогосподарствах у складі 4976 родин. Густота населення становила 982 особи/км².  Було 7954 помешкання (404/км²).
Расовий склад населення:
| - 77,4 % — білих - 15,0 % — чорних або афроамериканців - 2,8 % — корінних американців - 1,3 % — азіатів - 0,1 % — вихідців з тихоокеанських островів - 1,6 % — осіб інших рас |

До двох чи більше рас належало 1,9 %. Частка іспаномовних становила 4,2 % від усіх жителів.
За віковим діапазоном населення розподілялося таким чином: 24,8 % — особи молодші 18 років, 63,0 % — особи у віці 18—64 років, 12,2 % — особи у віці 65 років та старші. Медіана віку мешканця становила 33,5 року. На 100 осіб жіночої статі у переписній місцевості припадало 95,3 чоловіків;  на 100 жінок у віці від 18 років та старших — 93,8 чоловіків також старших 18 років.
Середній дохід на одне домашнє господарство  становив 66 289 доларів США (медіана — 51 319), а середній дохід на одну сім'ю — 73 972 долари (медіана — 56 685). Медіана доходів становила 49 754 долари для чоловіків та 32 233 долари для жінок. За межею бідності перебувало 13,7 % осіб, у тому числі 19,2 % дітей у віці до 18 років та 10,8 % осіб у віці 65 років та старших.
Цивільне працевлаштоване населення становило 9820 осіб. Основні галузі зайнятості: освіта, охорона здоров'я та соціальна допомога — 16,5 %, сільське господарство, лісництво, риболовля — 12,4 %, роздрібна торгівля — 12,0 %.